# هسدالن
هسدالن دهکده‌ای در شهرداری هولتولن در استان تروندلاگ نروژ است. هسدالن همچنین به ۱۵ کیلومتر (۹٫۳ مایل) دره طولانی که روستا را احاطه کرده‌است نیز گفته می‌شود. هسدالن در قسمت مرکزی روستا به طول تقریبی ۱۲۰ کیلومتر (۷۵ مایل) واقع شده‌است، همچنین از جنوب مشرف به شهر تروندهایم، تقریباً ۳۵ کیلومتر (۲۲ مایل) شمال شهر معدنی رویروس و حدود ۱۲ کیلومتر (۷٫۵ مایل) با جنوب غربی روستای رنبیگدا فاصله دارد. حدود ۱۵۰ نفر در روستا و دره اطراف آن زندگی می‌کنند.
کلیسای هسدالن نیز در این دهکده واقع شده‌است و با دریاچه اوینگن واقع در جنوب غربی روستا، ۷ کیلومتر (۴٫۳ مایل) فاصله دارد. منطقه هسدالن به دلیل وقوع پدیده‌های نورانی غیرقابل توضیح به نام نورهای هسدالن شهرت دارد. این پدیده توسط هسدالن ای‌ام‌اس نظارت می‌شود.

## نام
عنصر اولیه نام روستا رودخانه محلی هسا است و آخرین عنصر دالون، است که به معنی دیل یا دره را می‌دهد.